# أنقليس ثعباني أصفر النقاط
أنقليس ثعباني أصفر النقاط (الاسم العلمي: Callechelys lutea) هو نوع من الأنقليس، يتبع فصيلة الأنقليس الثعباني.